# Villa Vizcaya
La villa Vizcaya o simplemente Vizcaya —como se conoce en el condado de Miami-Dade— fue la residencia invernal de James Deering (1916-1925), vicepresidente de la firma International Harvester Company. La villa fue abierta al público en 1953 como Museo de Arte del Condado Dade.

## Historia
La mansión se encuentra junto a la bahía Biscayne, en el condado de Miami-Dade, en el estado norteamericano de Florida y fue construida entre 1914 y 1916 por los arquitectos F. Burrar Hoffman (1882–1980) quien diseñó los edificios, el colombiano Diego Suárez (1888-1974), que planeó los jardines, y Paul Chaflin, (1873-1959) que fue el artista que supervisó la obra.
Originalmente, Vizcaya contaba con 180 acres, (72 hectáreas) incluyendo el jardín, la laguna y las dependencias de los empleados que trabajaron para construir la mansión y los que se quedaron para el servicio doméstico de la Villa.
Después de la muerte de James Deering en 1925, un pequeño número de empleados se ocupó del mantenimiento de la casa y en 1926 un huracán dañó la mansión, los jardines y las demás dependencias.
En 1945 los herederos de Deering traspasaron una gran parte de los terrenos a la archidiócesis de San Agustín, Florida. En ellos se construyó más tarde el Mercy Hospital, una escuela, la Ermita de la Caridad y otros edificios. En 1952, el condado de Miami Dade adquirió los aproximadamente 50 acres restantes que incluían la Villa y los jardines principales por un millón de dólares y los herederos de Deering donaron los muebles y las obras de arte al Condado.
Vizcaya fue abierta al público en 1953 como Museo de Arte del Condado Dade. En 1994 fue designada Monumento Histórico Nacional con la acreditación de la Asociación Norteamericana de Museos.

## Descripción

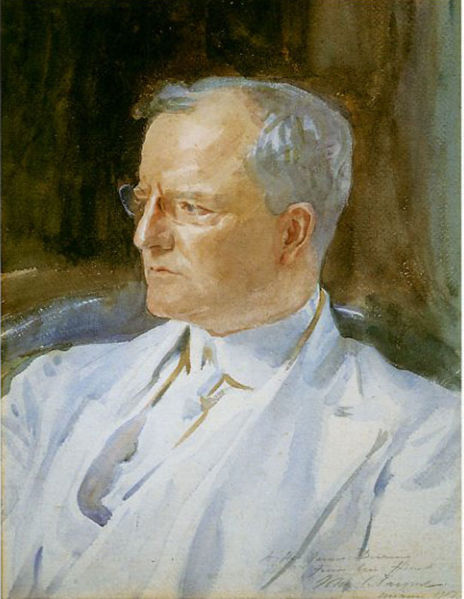
Retrato de James Deering por J. S. Sargent (1917).

El nombre «Vizcaya» deriva de la homónima provincia vasca y ambas se sitúan junto a una bahía. Su diseño arquitectónico se inspira en el estilo neorrenacentista italiano del siglo XVI y se parece especialmente a la villa Rezzonico en Bassano del Grappa. Sus más de 70 amplias y majestuosas salas albergan obras de arte europeo, asiático y americano, algunas de ellas con más de dos milenios de antigüedad. Las numerosas estatuas que se yerguen en los jardines representan dioses paganos greco romanos. Quizá la más peculiar de las obras de arte de la Villa sea un altar de sacrificios hecho de mármol blanco, que muestra, en altorrelieve, cabezas de chivos en las esquinas del altar, y la calavera de una vaca entre las cabezas de dos leones al frente y atrás. Dos pilares hechos de coral se yerguen a los lados del altar con símbolos grabados que, a primera vista, parecen de estilo celta, pero probablemente representen el árbol de roble de Guernica, símbolo que representa la libertad en la provincia vasca de Vizcaya.

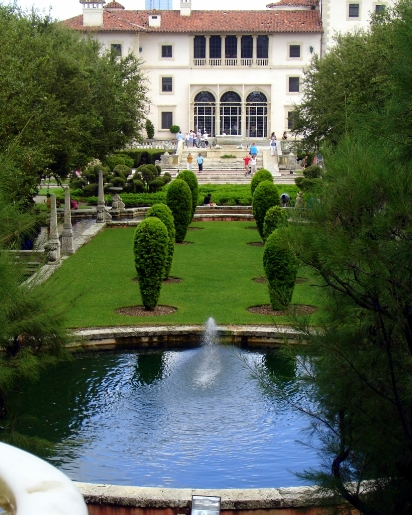
Jardines de Vizcaya.

Vizcaya conserva casi todos los muebles y piezas artísticas originales adquiridos por Deering en sus viajes por Europa. La decoración de su casa evoca lugares y tiempos lejanos, mientras que los elementos constructivos (granito, coral, etc.), las plantas y el terreno, reflejan el deseo que Deering tenía de presentar a Miami como un paraíso. Los jardines son notables porque son una mezcla bien lograda entre la estética europea y la exuberancia subtropical de la Florida.
Cada dependencia está diseñada y planificada para proyectar la imagen de una villa que ha ido adaptándose a las épocas y a las modas europeas a través de varios siglos, pero además contaba con todos los adelantos de la tecnología del siglo XX: electricidad, dos ascensores, sistema de calefacción, un conmutador automático de teléfonos, refrigeración y un sistema de control de incendios, estacionamiento, etc.
En 1922 la villa Vizcaya contaba con mayordomos y jardineros, y un pueblo al lado oeste de la actual avenida South Miami con campos de pastoreo y cultivo. La villa y el pueblo contaban con una lechería, un gallinero, un establo, un invernadero, taller de mecánica, carpintería y pintura. Deering construyó la Villa con la intención de que fuera autosuficiente.

## Vizcaya en riesgo

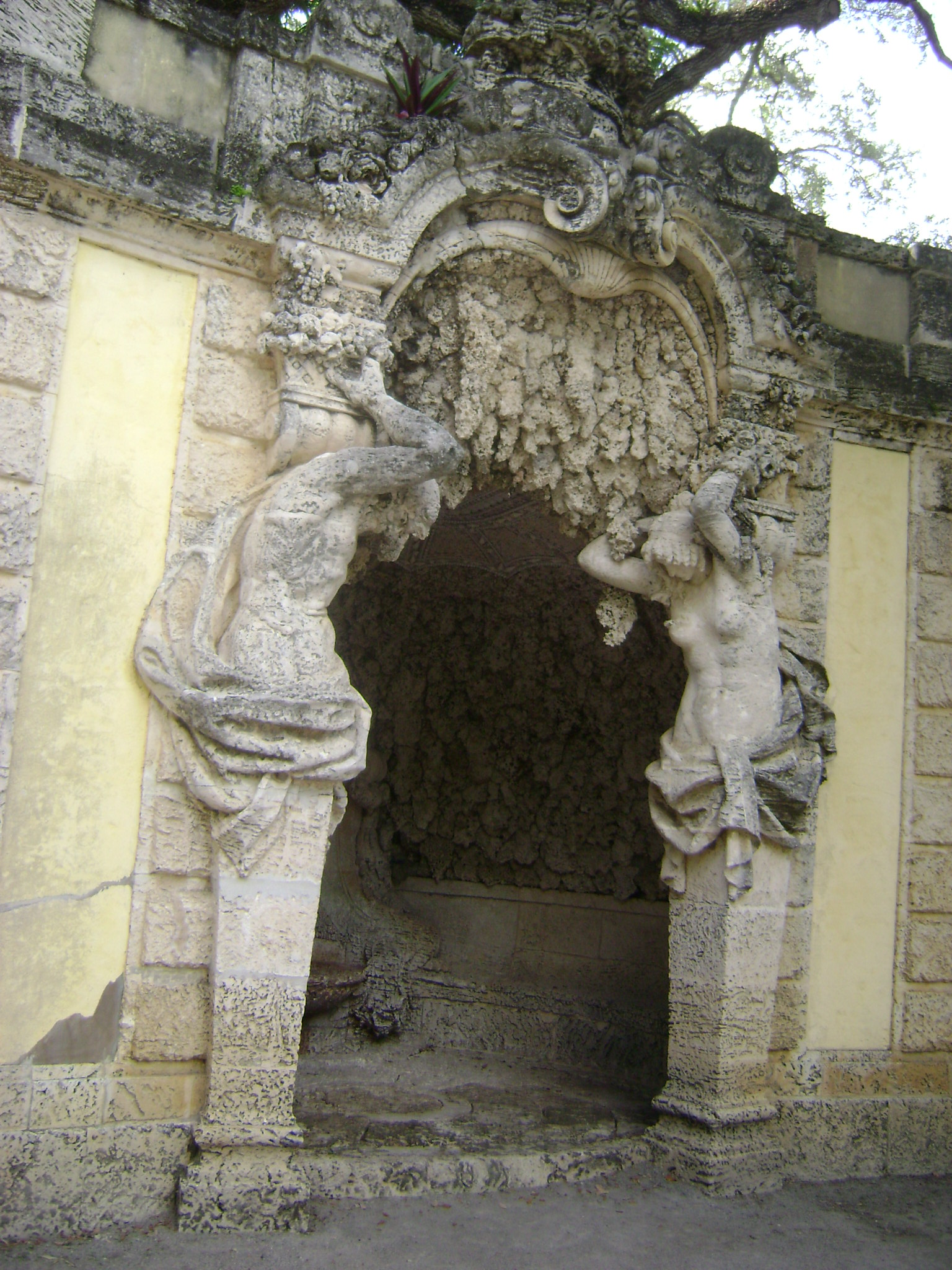
Detalle de los jardines de Vizcaya.

El clima del sur de Florida no es el más idóneo para conservar monumentos y colecciones artísticas. Por eso, las autoridades de Miami Dade, desde hace algunos años, están llevando a cabo un importante programa de restauración de la Villa Vizcaya y han destinado 50 millones de dólares para su rehabilitación.
En mayo del 2008 la National Trust for Historical Preservation catalogó a Vizcaya entre los 11 lugares que se encuentran en mayor riesgo de deterioro.

## Datos interesantes
En septiembre de 1987, el presidente Ronald Reagan, recibió al papa Juan Pablo II en Vizcaya.
En Vizcaya se celebró la Cumbre de las Américas en 1994 en la que 34 líderes del hemisferio occidental se reunieron con el presidente Bill Clinton.
Vizcaya ha sido escenario de numerosos filmes a través de los años. El mismo Deering disfrutaba viendo películas mudas que mostraban los jardines de su casa, con un interés particular en los trabajos de Charles Chaplin. Escenas de Vizcaya, por ejemplo, se muestran en la película Ace Ventura: Pet Detective. Son escenas de una fiesta. También se muestran escenas de Vizcaya en el film Any Given Sunday.

## Galería

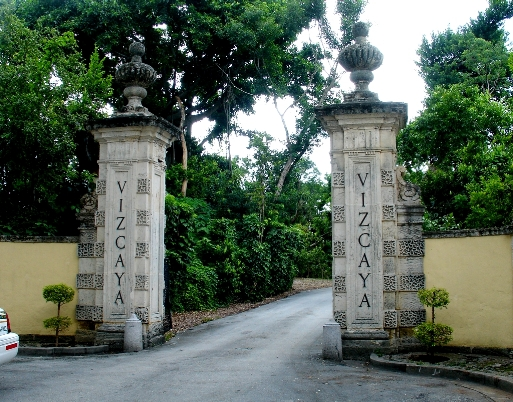
Entrada principal de la Villa.
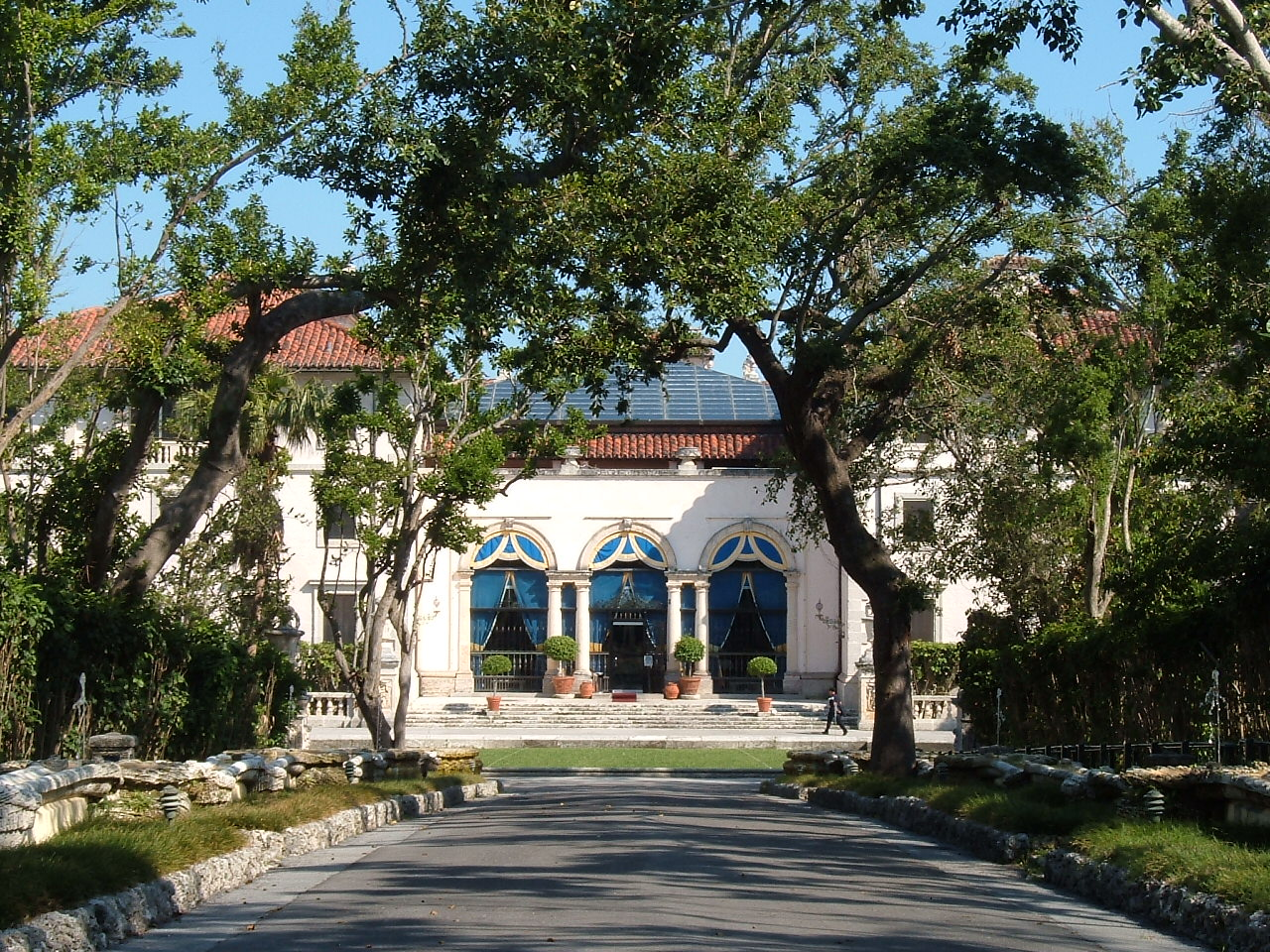
Vizcaya y sus jardines.
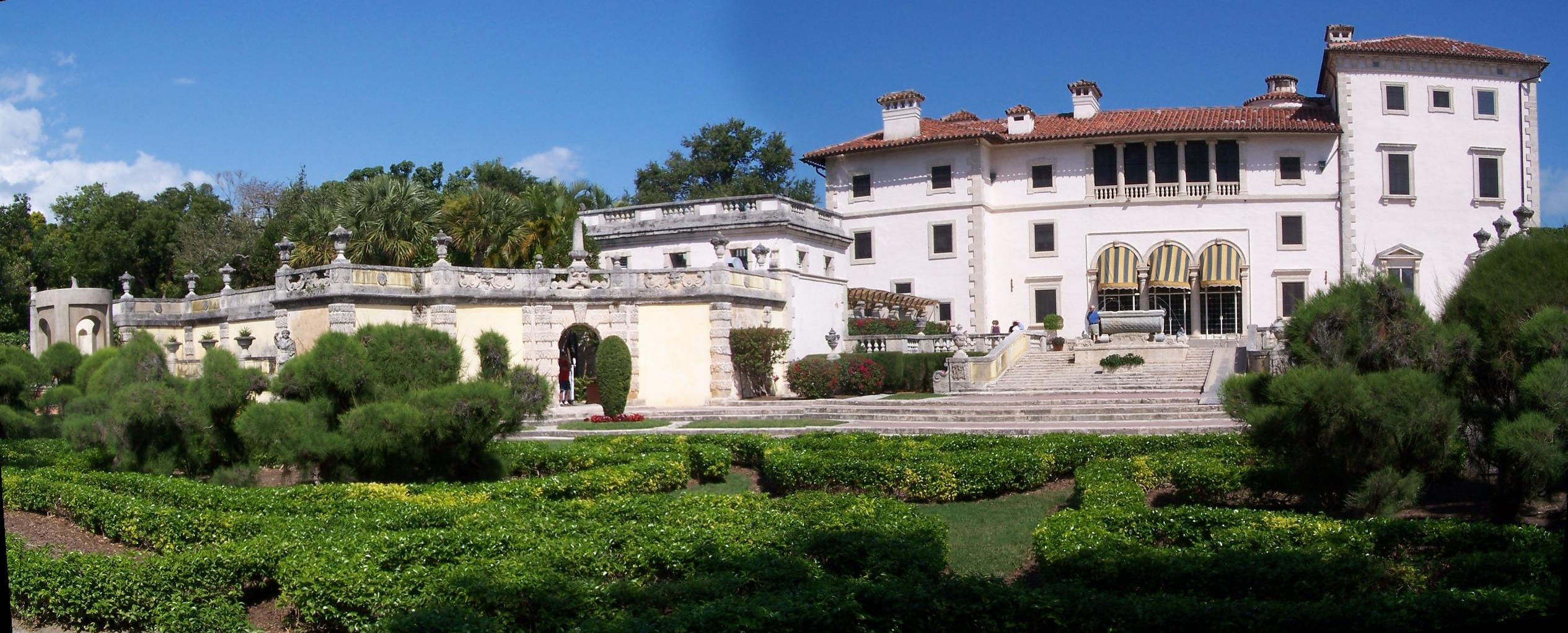
Vizcaya desde el jardín sur.
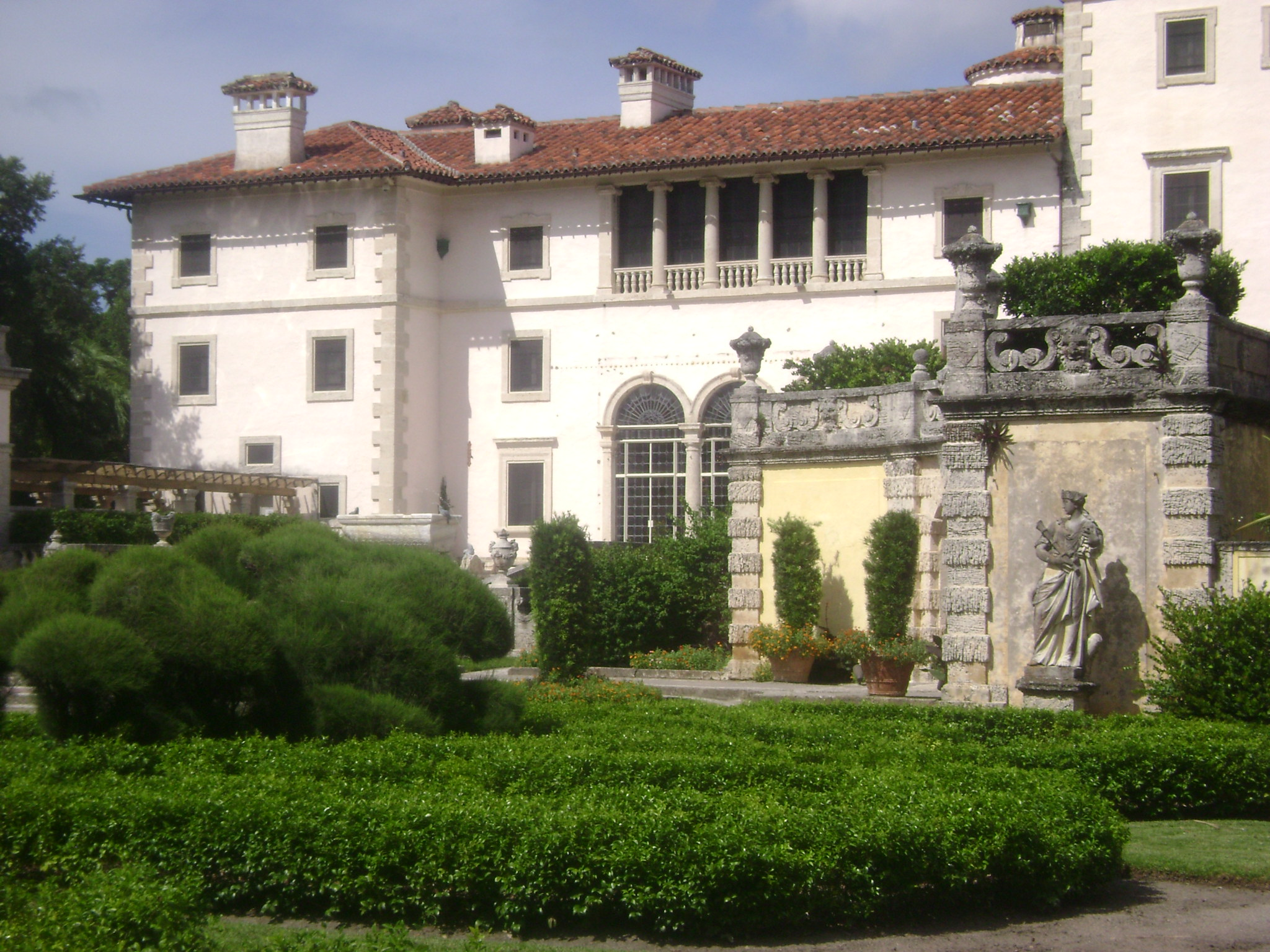
Vizcaya y sus jardines.
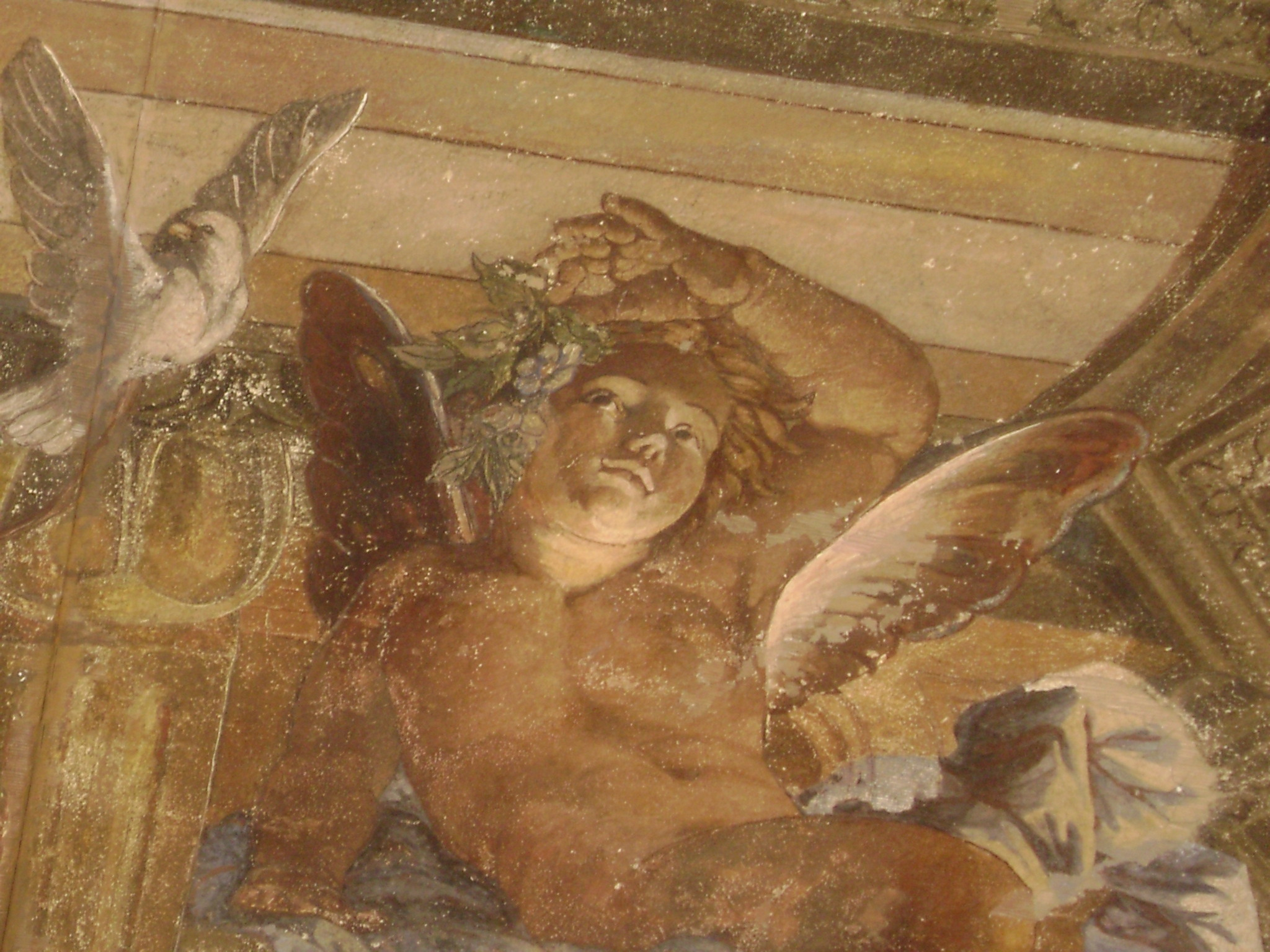
Detalle de un fresco en los jardines.
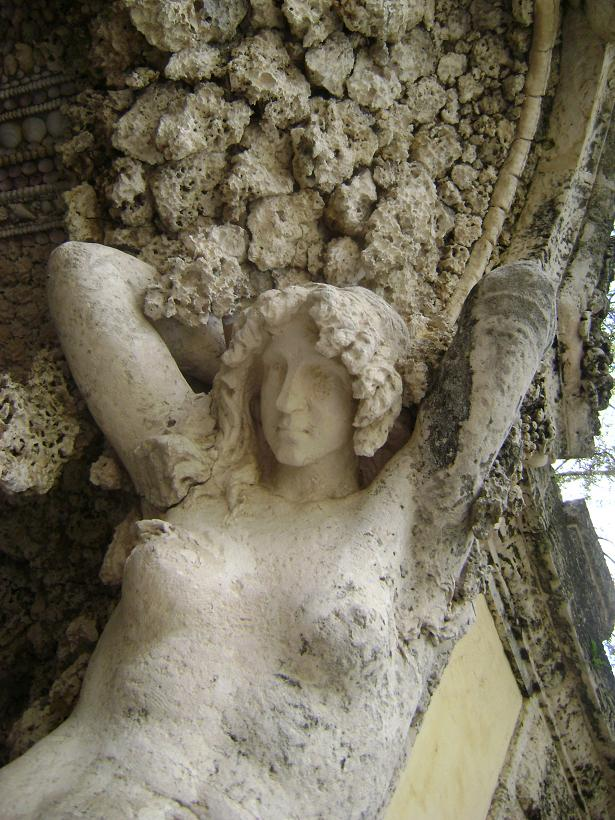
Otro detalle de los jardines.
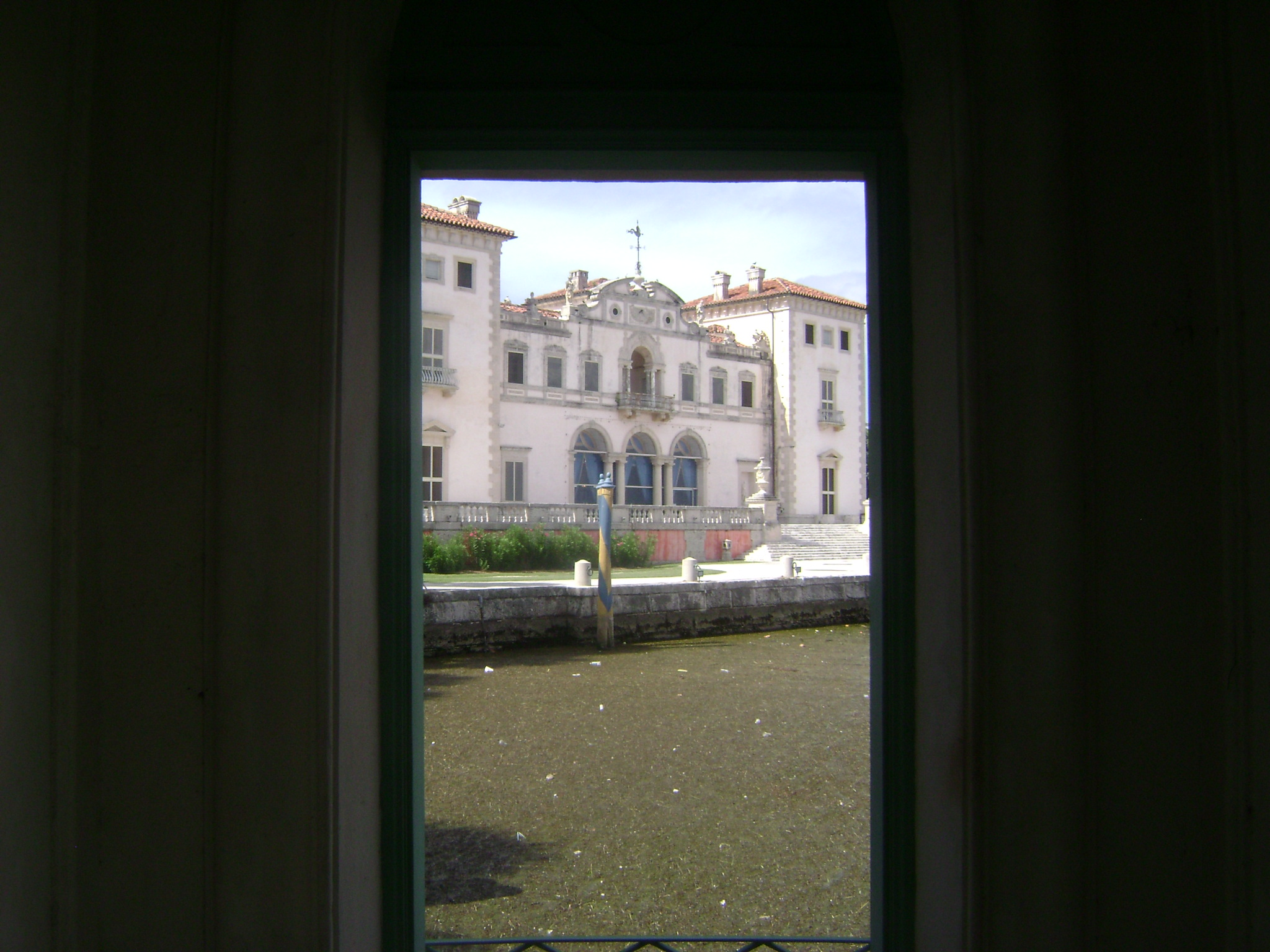
Fachada posterior de la Villa.
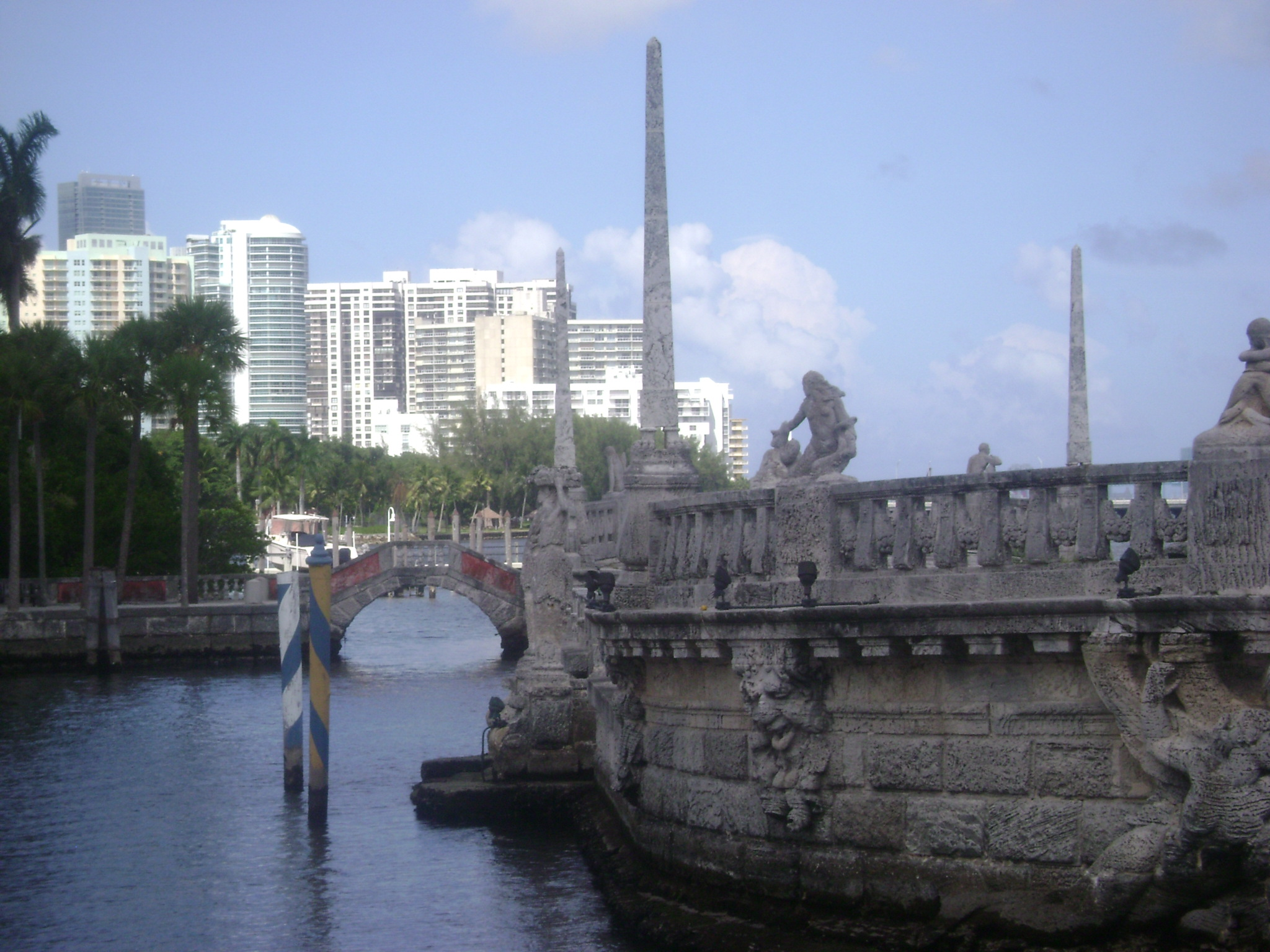
Rompeolas de la villa de Vizcaya con la ciudad de Miami al fondo.